# Docidocercus fraternus
Docidocercus fraternus är en insektsart som först beskrevs av Henri Saussure och Francois Jules Pictet de la Rive 1898.  Docidocercus fraternus ingår i släktet Docidocercus och familjen vårtbitare. Inga underarter finns listade i Catalogue of Life.